# جاده کلتوشسکویه
بزرگراه کلتوشسکویه (به روسی: Колтушское шоссе) جاده‌ای با شماره شناسایی الگو:Табличка-ru (سن‌پترزبورگ تا کُلتوشی) در منطقه وسوولوشسکی است. این بزرگراه ادامه بلوار کاسیگینا است که از طریق پل روگذر کُلتوشسکی به کلتوشی متصل می‌شود. این جاده از میان مناطق زانِوکا، یانی‌نو-۱ و یانی‌نو-۲ عبور می‌کند.
این بزرگراه از سال ۱۸۳۴ شناخته شده است، زمانی که بر روی نقشه فئودور فئودوروویچ شوبِرت ثبت شد. این مسیر از مخزن آختینسکوی به سمت کُلتوشی امتداد داشت و نام خود را از این مسیر گرفته است. تا سال ۱۹۱۸، نام بزرگراه کُلتوشسکویه به خیابان کنونی کمون اطلاق می‌شد. پیش از ساخت‌وساز گسترده در منطقه رژوکا-پوروخووی در دهه ۱۹۶۰، خیابان کمون در نزدیکی ایستگاه زانِوسکی پست به سمت شرق پیچیده و به بزرگراه کُلتوشسکویه تبدیل می‌شد.
حجم ترافیک در این مسیر به حدود ۳۰ هزار وسیله نقلیه در روز می‌رسد که بخشی از آن شامل کامیون‌های سنگین است. بیشترین ترافیک در محل خروجی از جاده کمربندی سن‌پترزبورگ در منطقه یانی‌نو-۱ ثبت شده است.
بخشی از جاده با شماره شناسایی الگو:Табличка-ru (سن‌پترزبورگ تا وسوولوشسک) در محدوده شهر وسوولوشسک نیز به نام بزرگراه کُلتوشسکویه شناخته می‌شود. این بخش از جاده از رودخانه لوبیا عبور می‌کند.

## زیرساخت‌ها
- شماره ۲۰: بیمارستان بالینی منطقه‌ای وسوولوشسک[۳]
- شماره ۱۳۸: اداره شهرداری منطقه‌ای وسوولوشسک، استان لنینگراد[۴]
- شماره ۳۰۵: هایپرمارکت لنتا.[۵]

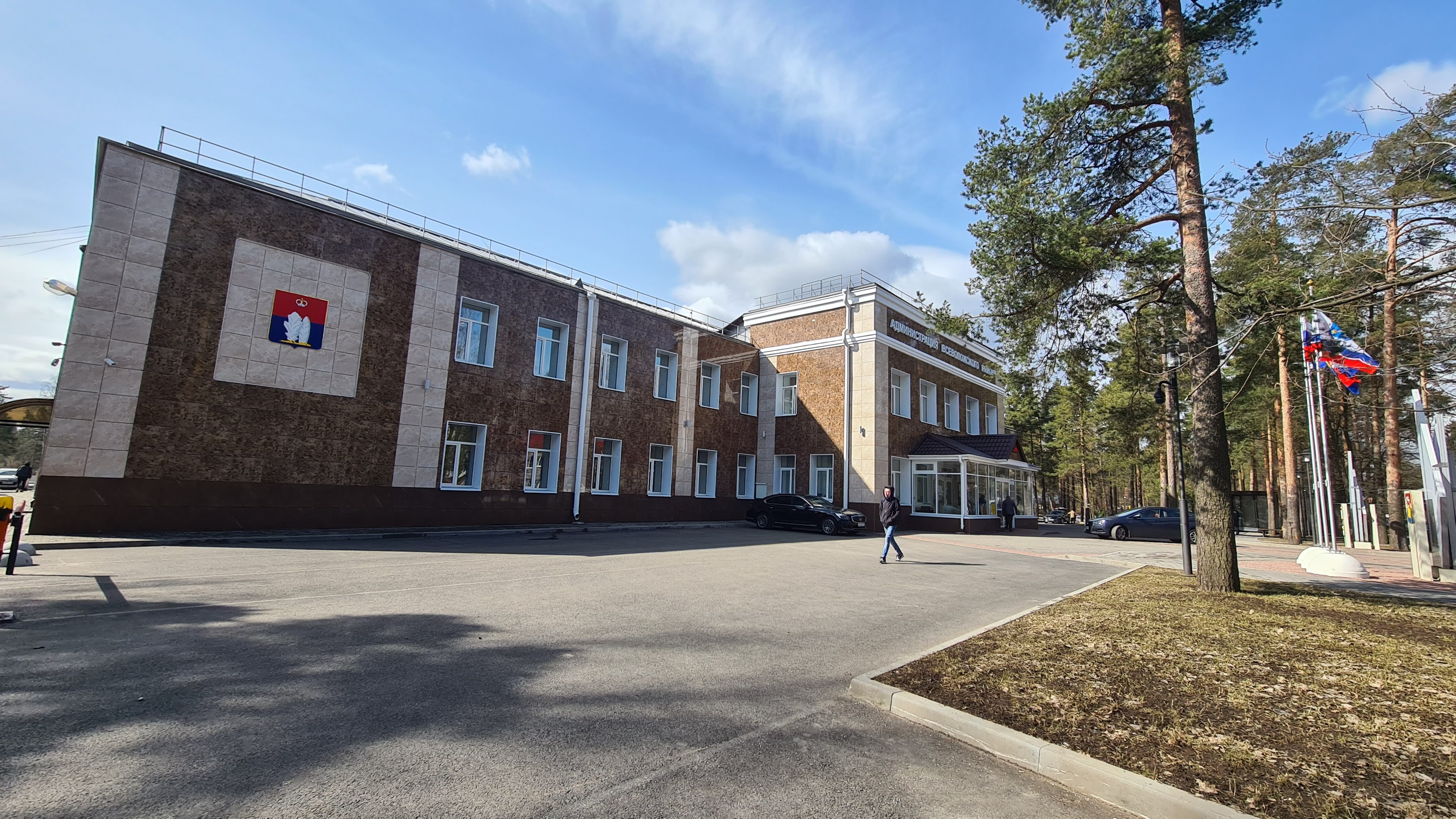
ساختمان اداره شهرداری منطقه‌ای وسوولوشسک (بزرگراه کُلتوشسکویه، ۱۳۸)، ۲۰۲۱
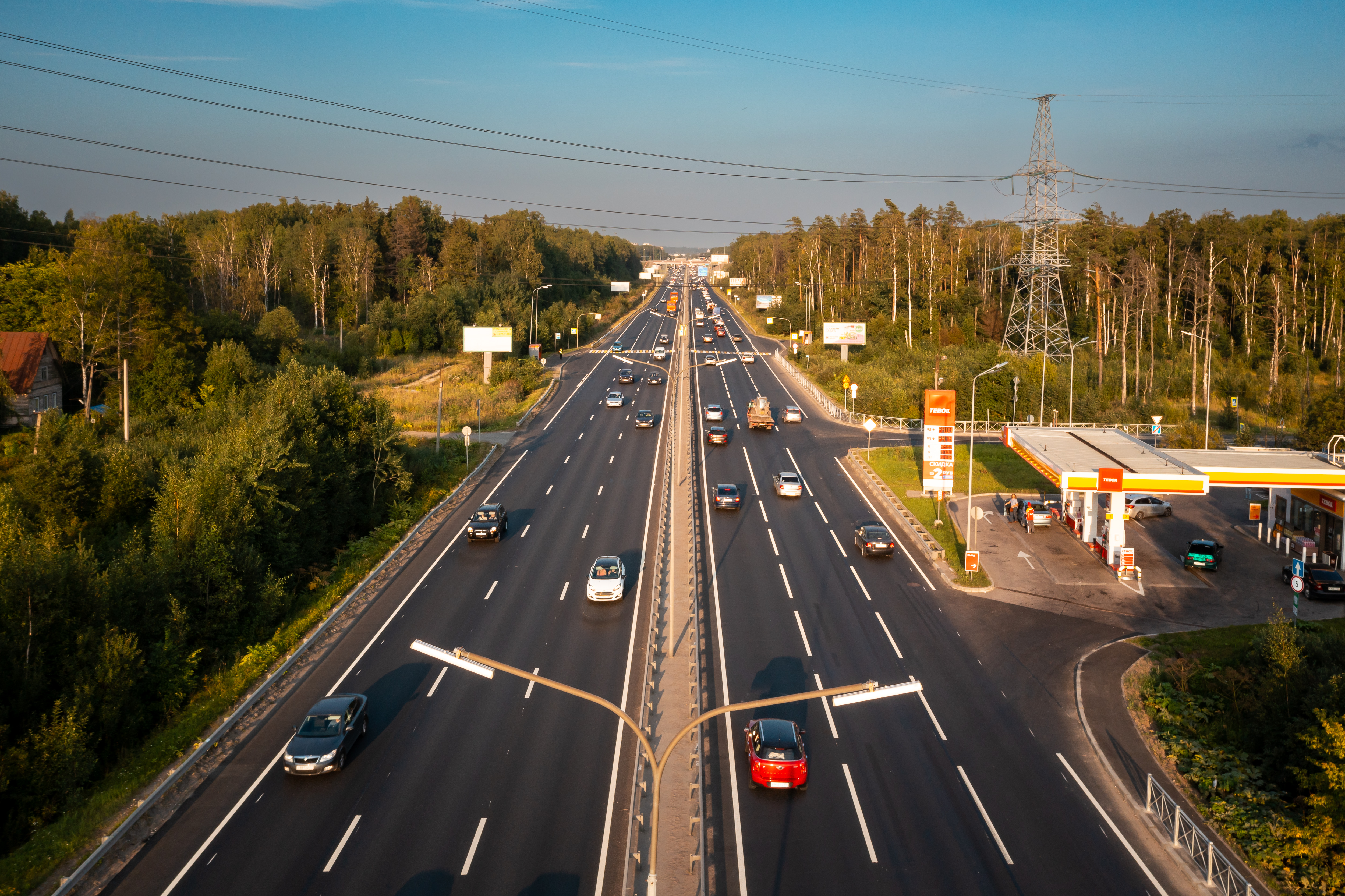
بخش بازسازی‌شده بزرگراه کُلتوشسکویه در خروجی سن‌پترزبورگ، ۲۰۲۲